# Frank Poole
Frank Poole es un personaje de ciencia ficción de la serie Odisea del espacio, de Arthur C. Clarke. Él y David Bowman son los principales miembros de la tripulación a bordo de la nave espacial Discovery.

## Sobre el personaje
Poole es un astronauta asesinado por HAL 9000, la computadora de la nave espacial Discovery en 2001: Una odisea del espacio. HAL 9000 efectuó el asesinato golpeando a Poole con una antena y enviándolo al espacio profundo, donde moriría asfixiado o de hipotermia. Poole estaba en proceso de reemplazar la unidad electrónica AE-35 que HAL equivocadamente había predicho que fallaría. Esa equivocación en la predicción de HAL fue el primer síntoma de que éste era capaz de equivocarse, llevando a Poole y David Bowman a considerar la desconexión de HAL. En un acto que se asemeja a la respuesta humana por la supervivencia, HAL mató a Frank Poole e intentó hacer lo mismo con David Bowman. El personaje de Frank Poole fue interpretado en la película homónima por Gary Lockwood.
En el film, Poole juega al ajedrez contra HAL.
En la última novela de la saga, 3001: Odisea final, el cuerpo de Poole es descubierto por casualidad en los confines del sistema solar, después de vagar a la deriva por el espacio a lo largo de un milenio. La exposición de Poole al vacío lo congeló instantáneamente, por lo cual su cuerpo se mantuvo en buenas condiciones. La avanzada tecnología del tercer milenio consigue revivirlo y Poole debe enfrentarse de nuevo con el misterio del monolito, cuya presencia se empieza a revelar muy peligrosa.
- Datos: Q3817383